# لسلی بگا
لسلی بگا (انگلیسی: Leslie Bega؛ زادهٔ ۱۷ آوریل ۱۹۶۷) بازیگر اهل ایالات متحده آمریکا است.
از فیلم‌ها یا برنامه‌های تلویزیونی که وی در آن نقش داشته‌است، می‌توان به سی‌اس‌آی، سی‌اس‌آی: نیویورک، کوتوله را بگیرید، بزرگراه گمشده، رئیس‌جمهور آمریکا، رقص بریک، رقص بریک ۲، خیابان جامپ شماره ۲۱، سکوت قلب و توف توربو اشاره کرد.